# پیش‌آگهی
پیش‌آگَهی (به انگلیسی: Prognosis) یکی از دانش‌واژگان پزشکی است که برای بیان پیش‌بینی آینده یک بیماری به کار می‌رود. در حقیقت پیش‌آگهی پیش‌بینی‌ای است که پزشک با توجه به وضعیت بالینی بیمار و سطح امکانات و پیشرفت‌های دانش پزشکی در آن زمینه برای بیمار خود دارد. اهمیت پیش‌آگهی در این است که یکی از مهم‌ترین دغدغه‌های ذهنی بیمار و همراهان او دانستن وضعیت آیندهٔ بیمار است چراکه در بسیاری از موارد و بیماری‌ها حتی با وجود بهبود نسبی و رفع علایم امکان عود علایم و به عبارتی بازگشت بیماری وجود دارد. واژه پیش‌آگاهی در مورد بیماری‌های بدخیمی مانند سرطان کاربرد مضاعف دارد. پیش‌آگهی بیماری‌های مختلف توسط پژوهش‌های ویژه اپیدمیولوژیکی که شامل واکافت بقا و روش‌های دیگر است، تعیین می‌شود. دانستن پیش‌آگهی بیماری‌ها در تصمیم‌گیری‌های درمانی اثر می‌گذارد. چرا که در صورتی که برای نمونه پیش‌آگهی یک بیماری خاص بسیار بد و ناامیدکننده است در این صورت شاید بهتر باشد که به جای تأکید بر طول عمر بیمار بر افزایش کیفیت زندگی بیمار تأکید شود. واژۀ پیش‌آگهی در مورد بیماری‌های خوش‌خیم هم به کار می‌رود و بیشتر اشاره به شانس عود بیماری است.